# دانشمند غازی
دانشمند احمد غازی (۱ ژانویهٔ ۱۱۰۰ – ۱۱۰۴)، یک سردار سلجوقی و مؤسس بیگ‌نشین دانشمندیان در منطقه آناتولی پس از نبرد ملازگرد بود.